# Hans Philipp
Hans Philipp (Meissen, 17 marzo 1917 – Neuenhaus, 8 ottobre 1943) è stato un militare e aviatore tedesco, asso dell'aviazione della Luftwaffe durante la seconda guerra mondiale, dove conseguì 206 vittorie aeree sul fronte orientale e fronte occidentale prestando servizio negli Jagdgeschwader 54 e Jagdgeschwader 1  Cinque volte nominato nel Wehrmachtbericht (7 luglio 1941, 7 giugno 1942, 27 giugno 1942, 18 marzo 1943 e 12 ottobre 1943) .

## Biografia
Nacque a Meissen, allora parte del Regno di Sassonia, in Gustav-Graf-Straße 5 alle  22:45 del 17 marzo 1917, figlio naturale di Alma Philipp e di Leopold Gushurst, di professione medico. Fu battezzato il 29 luglio 1917, prendendo il nome di Johannes Fritz, e fu cresimato nel 1931. Per sostenere la famiglia la madre lavorò come contabile e impiegata, il padre pagò un assegno di mantenimento mensile di 35 Reichsmark fino al 1933. Nel 1924 il giovane frequentò la 4. Volksschule (scuola elementare) a Meissen, rivelandosi un bravo studente e sua madre lavorò duramente per raccogliere i fondi per pagargli l'istruzione superiore al fine di mandarlo a un Gymnasium. Nel 1927 fu ammesso a frequentare il Realgymnasium Franziskaneum di Meissen, ottenendo Abitur  per poter frequentare successivamente l'università. La madre, disperata, per garantire l'istruzione di suo figlio, nel 1932 scrisse al consiglio comunale di Meissen chiedendo se il figlio potesse essere esentato dal pagamento delle tasse scolastiche.
Il ragazzo si rivelò un brillante sportivo e partecipò a vari eventi organizzati dal Christlicher Verein Junger Männer (CVJM), come escursioni, ciclismo, sci, e canottaggio. Fu membro della Hitlerjugend (HJ) e ricevette l'HJ-Ehrenzeichen (distintivo d'onore). Imparò a pilotare gli alianti nella Gioventù hitleriana e ricevette il brevetto di pilota di aliante A e B, guidando la locale HJ-Fliegerschara Meissen. Nel marzo 1935 il Cancelliere Adolf Hitler ripristinò ufficialmente la Luftwaffe. Invece di di diventare giornalista decise di arruolarsi in aviazione, e il 6 settembre 1935 superò l'esame fisico per diventare pilota, osservatore, meccanico di aeromobili e/o operatore radio a Dresda.
La situazione finanziaria della sua famiglia fu sempre motivo di preoccupazione. Quando la madre di Alma rimase paralizzata e necessitò di cure infermieristiche, la situazione finanziaria divenne grave. Il reddito mensile di Alma era di 225 Reichsmark e la retta scolastica annuale di 180 Reichsmark un grosso peso. La madre scrisse più volte al consiglio comunale chiedendo che le rette fossero esentate. All'inizio del 1935, la famiglia era in ritardo con i pagamenti e aveva un debito di 390 Reichsmark raggiunto il 31 marzo. Il diploma di Philipp era a rischio poiché il giovane era minacciato di espulsione per motivi finanziari. La decisione di del giovane di optare per il servizio militare nella Wehrmacht alleviò la tensione finanziaria della famiglia. Gli fu permesso di diplomarsi, a condizione che sua madre ripagasse il debito in rate di 10 Reichsmark al mese.

### L'inizio della carriera militare
Conseguito il diploma dovette completare i sei mesi obbligatori nel Reichsarbeitsdienst (RAD). Iniziò il servizio nel RAD il 2 gennaio 1936 nel Lager 5/150 (Campo 5/150) a Riesa. Fu mandato via in anticipo e iniziò l'addestramento militare come fahnenjunker il 6 aprile 1936 presso la Luftkriegsschule 2 a Gatow, nella periferia sud-occidentale di Berlino.
Come membro della 4. Schülerkompanie (4ª Compagnia cadetti), completò il Lehrgang I (1° corso) entro il 4 agosto 1936, il Lehrgang II (2° corso) entro il 31 maggio 1937 e il Lehrgang III (3° corso) entro il 31 agosto 1937. Dopo aver completato questi corsi ricevette il distintivo di pilota. Durante questo periodo di addestramento fu promosso a Fahnenjunker-Gefreiter (cadetto-soldato semplice) il 1° ottobre 1936, Fahnenjunker-Unteroffizier (cadetto-caporale) il 1° dicembre 1936, Fähnrich (allievo ufficiale) il 1° aprile 1937 e Oberfähnrich (allievo ufficiale anziano) il 1° dicembre 1937. Fu promosso al grado di Leutnant il 24 febbraio 1938, con anzianità retrodatata al 1° gennaio 1938. Poco prima della sua promozione aveva iniziato a cercare un impiego alternativo presso la Maschinenfabrik Pekrun a Coswig, che la sua partner di danza, Margarete Strunz, aveva contribuito a organizzare.
Fu trasferito alla I. Gruppe del Kampfgeschwader 253 (I./KG 253) a Gotha il 1° marzo 1938. Questo incarico non andava bene, e il 1° maggio 1938 riuscì a farsi trasferire alla Jagdfliegerschule Werneuchen (scuola di piloti da caccia) a Werneuchen, allora sotto il comando dell'Oberst Theodor Osterkamp. L'Anschluss, l'occupazione e l'annessione dell'Austria al Terzo Reich del 1938, generò la rapida espansione della Luftwaffe. Fu quindi trasferito al I./ Jagdgeschwader 138 (I./JG 138) di stanza a Wien-Schwechat il 1° luglio 1938. Qui seguì l'addestramento di conversione al volo dal biplano Heinkel He 51 al monoplano Messerschmitt Bf 109. Il 21 giugno e di nuovo il 19 luglio 1939 danneggiò il suo Bf 109 durante il decollo e l'atterraggio. Nel 1939 acquistò un'automobile DKW Meisterklasse e compì un tour attraverso l'Italia dove incontrò la sua futura fidanzata Katharina Egger dell'Alto Adige.  Il 1° maggio 1939 il I./JG 138 fu ribattezzato I./Jagdgeschwader 76 (I./JG 76).
L'invasione tedesca della Polonia iniziò il 1° settembre 1939 e segnò l'inizio della seconda guerra mondiale in Europa. La sua unità  fu incaricata della scorta di bombardieri e dell'attacco al suolo, nonché di missioni di pattugliamento aereo da combattimento. Gli fu attribuita la sua prima vittoria aerea il 5 settembre 1939 su un PZL P.11 a 7 chilometri a sud di Radomsko. Dopo aver manovrato per portarsi in una posizione favorevole per attaccare il caccia nemico mirò con attenzione, ma proprio quando stava per aprire il fuoco, il pilota nemico si lanciò con il paracadute senza sparare un solo colpo. Tuttavia, gli fu attribuito il merito della distruzione dell'aereo e gli fu conferita la Croce di Ferro di seconda classe che gli fu consegnata il 10 ottobre 1939.  Perse il suo gregario durante le scaramucce aeree della Strana guerra con l'Armée de l'air alla fine di novembre 1939.
Il Fall Gelb, l'invasione della Francia e dei Paesi Bassi il 10 maggio 1940, segnò l'inizio della battaglia di Francia. Nella prima fase della campagna rivendicò quattro vittorie che gli valsero la Croce di Ferro di prima classe il 31 maggio 1940. Il giorno successivo, il 1° giugno, fu promosso a Oberleutnant (primo tenente) e nominato Staffelkapitän (capo squadrone). La sua unità fu incaricata di missioni di scorta ai bombardieri contro il British Expeditionary Force nella battaglia di Dunkerque e fu trasferita in basi aeree nei pressi di Parigi il 3 giugno. Dopo la firma del secondo armistizio di Compiègne del 22 giugno, lo I./JG 76 fu trasferito a Eindhoven e Schiphol dove fu incaricato della difesa aerea dei Paesi Bassi. Il 5 luglio 1940, il I./JG 76 fu rinominato II./Jagdgeschwader 54 (JG 54), il 1./JG 76 divenne 4./JG 54 e contemporaneamente fu trasferito a Campagne, a sud di Calais.
Il 25 agosto 1940, lo Staffelkapitän della 4.Staffel dello JG 54, Oberleutnant Dietrich Hrabak, fu nominato Gruppenkommandeur del II./JG 54, e di conseguenza egli ricevette il comando del 4./JG 54. Le operazioni aeree della battaglia d'Inghilterra iniziarono per la sua unità il 12 luglio 1940. I combattimenti raggiunsero il culmine il 7 agosto, quando fu lanciato l'Adlertag. Hitler aveva emanato la Direttiva del Führer n. 17 (Weisung Nr. 17) il 1° agosto 1940; l'obiettivo strategico era di ingaggiare e sconfiggere la Royal Air Force per ottenere la supremazia aerea, in preparazione dell'Operazione Leone marino, la proposta invasione anfibia della Gran Bretagna. Dal 7 settembre in poi, la Luftwaffe passò ad attaccare città e paesi britannici, con Londra che subì un attacco particolarmente pesante, durante quello che fu soprannominato The Blitz dagli inglesi. In totale egli prese parte a 130 missioni sull'Inghilterra, abbattendo tre caccia Hawker Hurricane in un solo giorno. Il numero delle sue vittorie aeree aumentò fino a 20 e il 28 settembre fu insignito della Coppa d'onore della Luftwaffe (Ehrenpokal der Luftwaffe). I 20 ottobre e gli fu conferita la Croce di Cavaliere della Croce di Ferro, secondo pilota dello JG 54 a riceverla. Il primo fu il suo Gruppenkommandeur Hauptmann Hrabak, che la ottenne un giorno prima.

### Nei Balcani e sul Fronte orientale
La campagna nei Balcani iniziò il 6 aprile 1941, con molteplici obiettivi. Operazione Marita era il nome in codice per l'invasione tedesca della Grecia, mentre lo Stab, la II.Gruppe e la III. Gruppe dello JG 54 erano impegnati nell'invasione della Jugoslavia. Durante le prime missioni lo JG 54 si scontrò con i Bf 109 del 32. Grupa della Jugoslovensko Kraljevsko Ratno Vazduhoplovstvo (JKRV) in numerose battaglie aeree. Egli rivendicò l'abbattimento di due Bf 109E della JKRV durante una missione di scorta agli Junkers Ju 87 Stuka il secondo giorno di operazioni, il 7 aprile, portando il suo totale a 25 vittorie aeree.
Dopo la capitolazione del esercito reale jugoslavo il 17 aprile 1941, mentre era di stanza in un aeroporto a Zemun vicino a Belgrado,  il 3 maggio 1941 il Geschwader ricevette l'ordine di consegnare tutti i Bf 109E in modo che potesse ricevere la nuova variante Bf 109F. La transizione fu completata all'aeroporto di Stolp-Reitz in Pomerania. Dopo un addestramento intensivo lo Jagdgeschwader 54 fu trasferito negli aeroporti della Prussia orientale.
Alle 03:05 del 22 giugno 1941, 120 aerei del Jagdgeschwader 54 attraversarono lo spazio aereo sovietico a supporto dell'operazione Barbarossa, l'invasione dell'Unione Sovietica. Come molti altri piloti di caccia tedeschi, godeva di superiorità sui suoi avversari sovietici nella fase iniziale dell'Operazione Barbarossa, sia in termini di addestramento ricevuto che di aerei che pilotava. Accumulò rapidamente altre vittorie e per averne ottenute tre il 4 luglio fu menzionato nel rapporto radiofonico del Wehrmachtbericht, la prima di cinque di tali menzioni, il 7 luglio.
Rivendicò la sua 62ª vittoria il 24 agosto 1941, un risultato che gli valse la Croce di Cavaliere della Croce di Ferro con foglie di quercia. Fu il 33° membro delle forze armate tedesche a riceverla, e la consegna fu fatta il 27 agosto 1941 da Hitler al quartier generale del Führer, la Tana del Lupo, a Rastenburg.
Dopo la perdita del capitano Franz Eckerle, che era stato dichiarato disperso in azione dal 14 febbraio 1942, egli, che aveva rivendicato la sua 77ª vittoria, fu nominato Gruppenkommandeur del I./JG 54 il 17 febbraio 1942. Il 23 febbraio abbatté il suo 82° avversario, il tenente Mikhail Satalkin del 158° IAP, che era stato dichiarato disperso in azione. Dopo la sua 86ª vittoria ottenuta il 12 marzo 1942, quando abbatté un Polikarpov I-16 il cui pilota si batté valorosamente,  divenne il primo membro del Geschwader a ricevere la Croce di Cavaliere della Croce di Ferro con foglie di quercia e spade.
Le spade erano state assegnate solo sette volte prima, e la presentazione fu fatta il 5 aprile 1942 nuovamente da Hitler stesso presso la Tana del Lupo. Intanto il 31 marzo 1942 aveva raggiunto le 100 vittorie, quarto pilota della Luftwaffe a farlo. Dopo la presentazione delle spade, fu mandato a casa in licenza, e gli fu chiesto di fare una serie di apparizioni propagandistiche. Il 1° maggio 1942, parlò davanti alla sua scuola di origine e davanti ai giovani di Meissen all'Hamburger Hof. Lui, sua madre e la sua fidanzata furono invitati anche al municipio di Meissen il 30 aprile. Tra gli altri funzionari, erano presenti il NSDAP-Kreisleiter (capo della contea) Helmut Böhme e il sindaco di Meissen, Walter Kaule. Qui gli fu concesso il privilegio di firmare il libro degli ospiti di Meissen (Goldenes Buch), un libro firmato nelle comunità e nelle città tedesche da ospiti d'onore speciali.
Tornò sul fronte orientale a Krasnogwardejsk a sud di Leningrado e rivendicò ulteriori tre vittorie il 6 giugno 1942, che furono menzionate nel Wehrmachtbericht del 7 giugno. La sua terza menzione nel Wehrmachtbericht del 27 giugno arrivò dopo aver ottenuto le sue vittorie dalla 108ª alla 110ª il 26 giugno. Oltre ai riferimenti nel Wehrmachtbericht, ricevette la Croce militare tedesca in oro il 29 giugno 1942. Ricevette anche l'Ordine della Corona del re Zvonimiro di 2ª classe con spade il 15 settembre 1942 per il suo lavoro con l'unità di caccia della Legione dell'aeronautica croata comandata da Franjo Džal. Il 14 gennaio 1943, rivendicò la sua 150ª vittoria aerea. Ciò portò alla presentazione del Ritratto del Reichsmarschall in cornice d'argento (Bild des Reichsmarschalls im Silberrahmen) il 16 febbraio 1943. La sua unità ricevette il nuovo caccia Focke-Wulf Fw 190 nel febbraio 1943. Accumulò rapidamente altre vittorie e il 17 marzo 1943, giorno del suo 26° compleanno, rivendicò il suo 200° aereo nemico abbattuto, riconosciuto dalla sua quarta menzione nel Wehrmachtbericht. Fu il secondo pilota dopo Hermann Graf a raggiungere questo traguardo e all'epoca fu il pilota da caccia di maggior successo della Luftwaffe.

### Sul Fronte occidentale e la morte
Nell'aprile del 1943 fu trasferito ai compiti di Difesa del Reich come Geschwaderkommodore (comandante di stormo) dello Jagdgeschwader 1 (JG1), volando in operazioni di intercettazione ad alta quota contro l'Eighth Air Force dell'USAAF sul Mare del Nord e sulla Germania settentrionale.
Succedette all'Oberstleutnant Erich Mix che fu trasferito ad altro incarico. Dopo aver rivendicato altre due vittorie il 2 e il 18 maggio si ammalò di appendicite e fu ricoverato  in ospedale a Meissen. Il 4 ottobre 1943, si dice che il Reichsmarschall Hermann Göring abbia impartito le seguenti istruzioni dopo un altro attacco dell'Eighth Air Force.
1.) Non ci sono condizioni meteorologiche che impediscano ai caccia di decollare e di impegnarsi in combattimento.
2.) Ogni pilota da caccia che ritorni a bordo di un velivolo che non mostri alcun segno di combattimento o che non abbia riportato alcuna vittoria sarà processato dalla corte marziale.
3.) Nel caso in cui un pilota abbia esaurito le munizioni o le sue armi siano inutilizzabili, dovrebbe speronare il bombardiere nemico.
La sua risposta al riguardo fu: "Per quanto mi riguarda, mi rifiuto categoricamente di accettare tali consigli; so cosa devo fare!". In una lettera a Hannes Trautloft, il 4 ottobre 1943 scrisse: Contro 20 russi che cercano di abbatterti, o anche 20 Spitfire, può essere eccitante, persino divertente. Ma se ti avvicini a 40 Fortezze, tutti i tuoi peccati passati ti balenano davanti agli occhi. E quando hai raggiunto questo stato d'animo, diventa molto più difficile dover guidare ogni pilota del Geschwader, fino al più giovane e umile sottufficiale, a fare lo stesso.
L'8 ottobre 1943, l'Eighth Air Force statunitense attaccò obiettivi a Brema e Vegesack con 156 bombardieri scortati da oltre 250 caccia Republic P-47 Thunderbolt di sei diversi gruppi. Il suo reparto venne intercettato dai P-47 del 56th Fighter Group. Lo Stab del Geschwader lo sentì annunciare una vittoria su un P-47 Thunderbolt, mentre l'ultimo messaggio radio rivolto al suo gregariom fu "Reinhardt, attacca!", Il feldwebel Hans-Günther Reinhardt, il suo gregario, vide per l'ultima volta l'aereo del Kommodore scomparire in una nuvola. Reinhardt rimase ferito dopo essere entrato in collisione con un aereo nemico, ma effettuò un atterraggio di fortuna. Più tardi quella sera, i piloti del Geschwader appresero che il loro Geschwaderkommodore era stato abbattuto e ucciso nel suo Fw 190 A-6 "Rosso 6" (Werknummer. 530407).
Il rapporto stilato da Reinhardt il 10 ottobre 1943 affermava che lui e Philipp erano decollati alle 14:11 per una missione contro bombardieri nemici nei pressi di Brema. Il gruppo guidato da Y-Verfahren (Y-Controllo) aveva avvistato una formazione di circa 30 Boeing B-17 Flying Fortress a sud-ovest di Brema alle 15:12. I bombardieri avevano già completato la loro missione di bombardamento e stavano tornando in Inghilterra. Philipp iniziò il suo attacco da destra, spingendosi a distanza ravvicinata, incendiando uno dei B-17 che precipitò al suolo alle 15:32. Philipp volò quindi sotto la formazione a sinistra quando fu colpito dal fuoco difensivo di un mitragliere di coda di uno dei B-17 che era rimasto indietro. Philipp si tuffò quindi in picchiata e Reinhardt chiese via radio "cosa è successo?" La sua risposta fu "Reinhardt, attacco". Reinhardt, che aveva visto che Philipp era stato colpito, lo seguì fino a quando non scomparve in uno strato di nubi più basso. Ricerche più recenti hanno suggerito che Philipp potrebbe essere stato colpito anche da un P-47 Thunderbolt pilotato da Robert S. Johnson del 61st Fighter Squadron. Philipp cercò di tornare al suo aeroporto, ma fu costretto a lanciarsi a bassa quota alle 15:45 tra Hardenberg e Itterbeck, vicino a Wielen (52°31′44″N, 06°43′08″E). Il suo paracadute non si aprì e nel salto da un'altitudine di circa 50 metri rimase ferito mortalmente. Il suo corpo fu recuperato ed esaminato nell'ospedale da campo di Rheine il giorno successivo. L'esame autoptico rivelò ustioni estese, in particolare al viso, una lacerazione sulla parte posteriore della testa, numerose ossa rotte e ferite alla carne, nonché una ferita particolarmente profonda alla parte superiore dell'addome e agli organi interni.
Da Rheine, il 10 ottobre 1943, il corpo di Philipp fu trasportato a Meissen in treno, dove arrivò il giorno dopo. Il Wehrmachtbericht annunciò la sua morte il 12 ottobre. Il funerale si tenne  al Trinitatisfriedhof (cimitero della Trinità) di Meissen, il 14 ottobre 1943, con grande presenza di funzionari militari, pubblici e appartenenti al Partito Nazionalsocialistanazisti. La sua bara, che avvolta nella bandiera nazionale della Germania nazista insieme alle sue decorazioni poste su un cuscino di velluto, fu esposta sui gradini d'ingresso del municipio di Meissen. Presenti al funerale insieme a sua madre, alla sua fidanzata e ad altri membri della famiglia, erano l'Oberstleutnant Hannes Trautloft e il Generaloberst Alfred Keller, che pronunciò l'elogio funebre. La madre di Philipp morì il 7 maggio 1973, la sua urna fu sepolta accanto a suo figlio.

### Annotazioni
1. ↑  Tra i suoi compagni di classe vi erano Werner Baumbach, che divenne pilota di bombardieri, e Helmut Lent, pilota di caccia notturni.
2. ↑  Il Kampfgeschwader 253 venne in seguito ribattezzato Kampfgeschwader 4 "General Wever".
3. ↑  Quel giorno il 32 Grupa subì l'abbattimento di otto caccia Bf 109E. Cinque piloti rimasero uccisi: il capitano Miha Klavora, 104 Eskadrila; il sottotenente Jovan Kapesic, 103 Eskadrila; il maresciallo Branislav Todorovic, 103 Eskadrila, il sergente Vladimir Gorup, 103 Eskadrila e il sergente Milivoje Boskovic, 104 Eskadrila.
4. ↑  Alla cerimonia di premiazione erano presenti anche i piloti da caccia capitano Hans Hahn e primo tenente Heinz Bär ai quali sono state conferite le foglie di quercia della Croce di Cavaliere.
5. ↑  Alla cerimonia erano presenti anche il capitano Kurt Ubben e il primo tenente Max Hellmuth Ostermann, che in questa data ricevettero entrambi le foglie di quercia.

### Fonti
1. ↑  Del Bergiolo 2024, p.5.
2. ↑  Traces of War.
3. ↑  Die Wehrmachtberichte 1939–1945 Band 1 1985, p.610.
4. ↑  Die Wehrmachtberichte 1939–1945 Band 2 1985, p.153.
5. ↑  Die Wehrmachtberichte 1939–1945 Band 2 1985, p.177.
6. ↑  Die Wehrmachtberichte 1939–1945 Band 2 1985, p.466.
7. ↑  Die Wehrmachtberichte 1939–1945 Band 2 1985, p.581.
8. ↑  Steinecke 2012, p.1.
9. 1 2  Steinecke 2012, p.3-5.
10. ↑  Steinecke 2012, p.2.
11. ↑  Steinecke 2012, p.4.
12. ↑  Steinecke 2012, p.5.
13. ↑  Steinecke 2012, p.6.
14. ↑  Steinecke 2012, p.7.
15. ↑  Steinecke 2012, p.8.
16. ↑  Steinecke 2012, p.9.
17. 1 2 3 4 5  Del Bergiolo 2024, p.6.
18. 1 2 3  Steinecke 2012, p.10.
19. ↑  Prien, Stemmer, Rodeike, Bock 2000, p.263.
20. ↑  Prien, Stemmer, Rodeike, Bock 2000, p.450.
21. 1 2  Steinecke 2012, p.15.
22. ↑  Prien, Stemmer, Rodeike, Bock 2000, p.304.
23. ↑  Prien, Stemmer, Rodeike, Bock 2000, p.310.
24. 1 2 3 4 5 6 7  Del Bergiolo 2024, p.7.
25. ↑  Steinecke 2012, p.17.
26. ↑  Fellgiebel 2000, p.236.
27. ↑  Weal 2001, p.39.
28. ↑  Prien, Stemmer, Rodeike, Bock 2003b, p.212.
29. ↑  Steinecke 2012, p.21.
30. 1 2  Bergström, Mikhailov 2000, p.78.
31. ↑  Steinecke 2012, p.21-22.
32. ↑  Bergström, Mikhailov 2001, p.67.
33. ↑  Prien, Stemmer, Rodeike, Bock 2005, p.195.
34. ↑  Bob 2011, p.309.
35. ↑  Bergström, Mikhailov 2001, p.68.
36. ↑  Bergström, Mikhailov 2001, p.94.
37. ↑  Prien, Stemmer, Rodeike, Bock 2005, p.202.
38. 1 2  Patzwall, Scherzer 2001, p.350.
39. ↑  Steinecke 2012, p.25-26.
40. 1 2  Steinecke 2012, p.28.
41. ↑  Prien, Stemmer, Rodeike, Bock 2012, p.172.
42. ↑  Page 2020, p.15.
43. ↑  Weal 2011, p.14.
44. ↑  Weal 1996, p.44-45.
45. ↑  Steinecke 2012, p.30.
46. 1 2  Mombeek 1992, p.184.
47. ↑  Stout 2010, p.140.
48. ↑  Mombeek 1992, p.185.
49. ↑  Mombeek 1992, p.200.
50. ↑  Prien, Stemmer, Rodeike, Bock 2008, p.49.
51. 1 2  Steinecke 2012, p.36.
52. ↑  Steinecke 2012, p.34.
53. ↑  Steinecke 2012, p.34-35.
54. ↑  Steinecke 2012, p.35.
55. ↑  Steinecke 2012, p.41.
56. ↑  Steinecke 2012, p.38.
57. ↑  Steinecke 2012, p.43.
58. ↑  Steinecke 2012, p.44.
59. 1 2 3  Scherzer 2007, p.593.
60. 1 2 3  Steineke 2012, p.II.
61. 1 2  Berger 1999, p.268.